# 메탈 히어로 시리즈
메탈 히어로 시리즈(일본어: メタルヒーローシリーズ 메탈 히로 시리즈[*])는 일본 토에이가 제작한 특수촬영 드라마 시리즈이다. 1982년 3월부터 1999년 1월까지 17년 동안 TV 아사히에서 방영하였다. "메탈 히어로"라는 명칭은 주인공이 대부분 광택이 흐르는 금속질의 몸을 가진 작품이 이어진 것에서 팬들이 붙인 것으로, 후에 토에이 측에서도 공식적으로 사용하게 되었다. 당시에는 작품명과 같은 이름을 가진 주인공 히어로 대부분 한 명만이 활동하는 내용이었지만, 특경 윈스페터 이후부터는 여러 히어로들이 활동하는 작품으로 고정되었으며, B-로봇 가브타크와 철완탐정 로보타크는 장르가 희극으로 변경된 작품이 되었다. 또 작품 대부분이 특수경찰 등의 그룹에 들어가 "직무"로써 활동하는 경우가 많다.
공식적으로 메탈 히어로 시리즈는 1982년의 우주형사 갸반부터 1998년의 철완탐정 로보타크까지를 가리키나 후반부의 두 작품(1997년작인 B-로보 카부타크와 1998년작인 철완탐정 로보타크)은 앞의 작품들과는 판이하게 차이가 나는 구도를 보이고 있어서 일부 특촬 팬들은 이를 메탈 히어로 시리즈로 치지 않는 경우가 있다. 또한 세계닌자전 지라이야의 경우에는 한때 메탈 히어로 시리즈로 인정받지 못하여 과거에 반다이에서 판매한 메탈 히어로 총집편 비디오에 수록되지 않았다. 시리즈 초기의 몇년 간은 츠부라야 프로덕션의 울트라 시리즈나 같은 토에이의 가면라이더 시리즈 등의 다른 특수촬영 드라마 작품이 중단된 시기와 겹친다.
같은 세계관을 가진 갸반, 샤리반, 샤이더는 우주형사 시리즈로, 윈스펙터, 솔브레인, 엑시드래프트는 레스큐 폴리스 시리즈로 불린다. 이 밖에 비 파이터 카부토는 중갑 B-파이터의 정식 속편으로서 같은 스토리라인을 가지고 있는 작품으로 제작되었다.

## 역대 작품
1. 우주형사 갸반 (1982년 3월 5일 ~ 1983년 2월 25일)
2. 우주형사 샤리반 (1983년 3월 4일 ~ 1984년 2월 24일)
3. 우주형사 샤이다 (1984년 3월 2일 ~1985년 3월 8일)
4. 거수특수 저스피온 (1985년 3월 15일 ~ 1986년 3월 24일)
5. 시공전사 스필반 (1986년 4월 7일 ~ 1987년 3월 9일)
6. 초인기 메탈더 (1987년 3월 16일 ~ 1988년 1월 17일)
7. 세계닌자전 지라이야 (1988년 1월 24일 ~ 1989년 1월 22일)
8. 기동형사 지반 (1989년 1월 29일 ~ 1990년 1월 28일)
9. 특경 윈스펙터 (1990년 2월 4일 ~ 1991년 1월 13일)
10. 특구지령 솔브레인 (1991년 1월 20일 ~ 1992년 1월 26일)
11. 특수 엑시드래프트 (1992년 2월 2일 ~ 1993년 1월 24일)
12. 특수로보 잔퍼슨 (1993년 1월 31일 ~ 1994년 1월 23일)
13. 블루 스와트 (1994년 1월 30일 ~ 1995년 1월 29일)
14. 중갑 B-파이터 (1995년 2월 5일 ~ 1996년 2월 25일)
15. 비 파이터 카부토 (1996년 3월 3일 ~ 1997년 2월 16일)
16. B-로봇 가브타크 (1997년 2월 23일 ~ 1998년 3월 1일)
17. 철완탐정 로보타크 (1998년 3월 8일 ~ 1999년 1월 24일)

## TV 스페셜
- 우주형사 사이다 스페셜 - 3인의 우주형사 갸반·샤리반·샤이더 대집합!!
- 중갑 B-파이터 52화&53화 - 특수로보 잔퍼슨, 블루 스와트, 중갑 B-파이터가 총 출연하는 특별판이다.

## 극장판
토에이 만화 축제 출품
- 우주형사 샤이다 극장판 (1984년)
- 우주형사 샤이다 극장판 추적! 시기시기 유괴단 (1984년)
- 초인기 메탈더 극장판 (1987년)
- 기동형사 지반 극장판 (1989년)

이벤트용 3D 영화
- 토에이 히어로 대집합 (1994년): 블루 스와트, 특수로보 잔퍼슨 TV 장면 재편집

토에이 슈퍼 히어로 페어 출품
- 특수로보 잔퍼슨 극장판 어머니여 영원히! 사랑과 불꽃의 전뇌수술실 (1993년)
- 블루 스와트 극장판 킥 오프! 뉴 히어로 (1994년): 1화 ~ 2화 재편집판
- 중갑 B-파이터 극장판 (1995년)

이 작품들은 2007년 12월 7일에 일본에서 발매된 《토에이 특촬 히어로 THE MOVIE BOX》에 수록되었다.

## 역대 프로듀서
- 요시카와 스스무 (갸반 ~ 지반)
- 오리타 이타루 (갸반 ~ 지반)
- 호리 나가후미 (지반 ~ B-파이터)
- 히카사 준 (B-파이터 ~ 로보타크)

## 같이 보기
- 도에이 애니메이션